# カン・ミヨン
カン・ミヨン（간 미연、1982年2月25日 - ）は、韓国・ソウル出身の歌手。京畿大学校卒業。

## 人物
韓国の人気アイドルグループBaby V.O.Xのメンバー。1集の活動途中からグループに参加し、2集のアルバム"BABY V.O.X II"から7集の"Ride West"までメインボーカルとして活動した。2006年ソロの歌手としてバラード中心の1集"Refreshing"を発表。その後、活動の拠点を中国に移す。中国では、1集に中国語の歌詞で歌った歌を4曲（そのうち1曲はリミックス版）足したものを「女人心」というアルバムタイトルで発売した。Baby V.O.X時代は高音域を担当することが多かったが、ソロ1集では、伸びのある低音･中音部を生かした曲の構成になっている。その後、デジタルシングル「Winter」を発表したほか、ドラマのOST、他の歌手のアルバムに参加するなどの活動を続けている。
2008年6月、ジャッキー・チェンがプロデュースする四川大地震の復興応援ソング「承諾」（中国の芸能人によるMV正式版）「希望」および、I Love Asia Project（パク･ジニョン（박진영）を中心とした、韓国の芸能人による、四川大地震復興応援プロジェクト ）に参加し、フィギュアスケート選手のキム・ヨナを含む多くの芸能人とともに「Smile Again」を歌った。中国では、台湾出身の人気歌手、胡彦斌（Anson Hu　アンソン･フー）、中国のアイドル歌手、兪灝明（ユ・ハオミン）などと共演し、ミュージックビデオに出演している。
2010年7月、「ミチョガ（おかしくなっていく）」で、久しぶりに歌手活動を再開。7月15日にはオンラインファッションブランドの「カンデレラ(Kanderella)」を始動させ、自らCEOとなる。
2010年8月、カン・ミヨンの新曲プロモーションをかねて、「キム・ジョンウンのチョコレート」(SBS)という音楽番組でBaby V.O.Xの5人のメンバーが集まり、過去のヒット曲3曲（Ya Ya Ya, Killer, 偶然）をメドレーで歌った。

## 略歴
- 1997年、歌手グループBaby V.O.Xに加入。
- 2006年、Baby V.O.X解散。
- 2006年、ソロ歌手としてデビュー。

## ディスコグラフィー

### アルバム
1集 Refreshing （2006年9月15日発売）
- 01. どうしろと（어쩌라고）
- 02. 昔の女（옛날여자）
- 03. あいつはおまえに惚れなかった（그 앤 너에게 반하지 않았어）（feat. ヤチェパ 야채파）
- 04. 涙が君を描いて（눈물이 널 그려）
- 05. 白い雪が降れば（하얀 눈이 내리면）（中国の曲のリメイク）
- 06. Go
- 07. Kiss（feat. ノ・ホンチョル）
- 08. Don't Touch
- 09. その人を探してください（그 사람을 찾아주세요）（タイの曲のリメイク）
- 10. それがすべてなの?（그게 다야?）（台湾の曲のリメイク）
- 11. 別れの踊り（이별의 춤）（カン･ミヨン作曲）
- 12. 昔の女 Remix（옛날여자 Remix版）

1集 Refreshing (中国版）
- 01. 女人心（옛날여자　中国語版）
- 02. Kiss（中国語版）
- 03. 何日君再来（어쩌라고　中国語版）
- 04. 如何是好（어쩌라고）
- 05. 昔日女子（옛날여자）
- 06. 他没有看上你（그 앤 너에게 반하지 않았어）
- 07. 眼泪刻画的你	（눈물이 널 그려）
- 08. 下雪（하얀 눈이 내리면）
- 09. GO
- 10. Kiss
- 11. Don't Touch
- 12. 帮我找到那個人（그 사람을 찾아주세요）
- 13. 僅此而已（그게 다야?）
- 14. 離别的舞（이별의 춤）
- 15. 昔日女子（옛날여자　Remix版）
- 16. 何日君再来（어쩌라고　Remix版）

ミニアルバム1集：Watch（2011年2月17日発売）
- 1. Sunshine (duet with 2PMのジュンス 준수)
- 2. パパラッチ(파파라치)(feat. 神話のエリック 에릭)
- 3. 馬鹿な女だから (바보같은 여자라)(feat. 防弾少年団 방탄소년단)
- 4. 狂っていく (미쳐가) (feat. MBLAQのミル 미르)
- 5. Sunshine [INST.]
- 6. 파파라치 [INST.]
- 7. 미쳐가 [INST.]

ミニアルバム２集：Obsession (2011年9月29日発売)
- 1.안만나
- 2.제발
- 3.눈이 내리네
- 4.안만나[INST.]

### シングル
Winter：カン・ミヨン　スペシャルシングル（Winter: 간미연 스페셜 싱글）（デジタルシングル）（2007年12月5日発売）
- 01. 白い冬（하얀 겨울）（Duet with ナ・ソンホ）
- 02. 一人だけの冬（혼자만의 겨울）

名探偵コナン6期主題歌　OST （デジタルシングル）（2008年5月20日発売）
- Growing of my heart（倉木麻衣のカバー）

狂っていく（미쳐가 ）： feat. MBLAQのミル（デジタルシングル）（2010年7月1日発売）
Sunshine： duet with 2PMのジュンス（デジタルシングル）（2011年2月9日発売）
Feeling Project #1（デジタルシングル 2011年7月29日発売）
- Good Love

Feeling Project #2（デジタルシングル 2011年12月29日発売）
- 光が消えていった日 (빛이 사라지던 날 (부제:안돼))

Feeling Project #3（デジタルシングル 2012年4月20日発売）
- あなたを失ってみると（널 잃고 보니）(8eightのイ・ヒョンとのデュエット)

### 参加作品
박지윤（パク・ジユン） /6集　Woo~ Twenty One（2003年2月28日発売）
- 始め（시작）

S'MAX /1集　A S'MAX Birth!! （2003年8月13日発売）
- Promise You

와와（WAWA） /　Turning Point （2006年3月24日発売）
- Sweet Boy

雪の女王（눈의여왕）OST（Version 2）Love Theme （2007年3月13日発売）
- 悲しいけどさようなら（슬프지만 안녕）

Sol（ショル） /　きつね星（シングル）Sol (솔) / 여우별 (Single)（2007年5月16日発売）
- きつね星（カン・ミヨン・バージョン）

바나나걸（バナナガール）/　3集　チョコレート（2007年5月22日発売）
- 気分がいい日（기분좋은 날 ）

彼女がラブハンター（칼잡이 오수정）OST （2007年8月14日発売）
- Marry Me

兪灝明（ユ・ハオミン）/　陷入愛裏面（シングル）（2008年3月20日発売）
- 陷入愛裏面

不良カップル（불량커플）OST（2007年7月3日韓国版、2008年9月17日　日本版発売）
- 愛しているの（ダンジャSaid）（사랑한단 말이야 （당자Said））

若い制作者グループ　プロジェクト（젊제연 프로젝트）인사 - 연ㆍ애ㆍ별（人事ｰ緣ㆍ愛ㆍ別） (デジタルシングル　2009年11月17日発売）
- 君に約束する7つのこと（너에게 약속하는 7가지）/（테이（テイ））

若い制作者グループ　プロジェクト（젊제연 프로젝트）겨울 이야기（冬物語） (デジタルシングル　2009年12月22日発売）
- 雪が降る村（눈 내리는 마을）／Brown Eyed Girls、AFTERSCHOOL、K.will、테이（テイ）、숙희（スクヒ）／　作曲안영민（アン・ヨンミン）

Hoody. H. What's Wrong（デジタルシングル 2010年10月21日発売）
- What's Wrong

MV出演
- 초콜렛（チョコレート）（バナナガール　H. J.)（2007年）
- 여우별（きつね星）（Sol／カン・ミヨン）（2007年）
- 如果，可以愛你（もしも、君を愛せたら）（兪灝明）（2007年）
- 陷入愛裏面（恋に落ちて）（兪灝明／カン･ミヨン）（2008年）
- 巴黎鉄塔（パリの鉄塔）（胡彦斌）（2008年）
- 너에게 약속하는 7가지（君に約束する7つのこと）（テイ／カン・ミヨン）（2009年）